# Vossem (Duitsland)
Vossem is een  gehucht in Duitsland dat behoort tot een voormalig district van de gemeente Gerderath en een deel is van de stad Erkelenz. Het is gelegen in de deelgemeente Heinsberg aan de oostelijke rand van het Erkelenzer land. De afstand tot de dichtstbijzijnde grote stad, Wassenberg, is ongeveer vijf kilometer.
Vossem is gelegen in de nabijheid van de voormalige RAF-vliegveld Wildenrath. Het vliegveld werd in het jaar 1992 gesloten en fungeert nu als testbaan van het Bahnprüfzentrum Siemens.

## Geschiedenis
De naam Vossem dook de eerste keer in het jaar 1354 als Voishem in de geschiedenisboeken op. Uit het jaar 1460 bestaan er documenten waarin het huidige Vossem als Voyssem beschreven wordt. De naam is afgeleid van het Midden-Duitse woord voss ('vos').

## Heden
Bezienswaardigheden van Vossem zijn een bermkruis daterend uit het jaar 1888 en het cultureel erfgoed Eckarts Hof.